# ليكومينج أر-680
ليوكومينج أر-680 هو محرك شعاعي مكون من 9 أسطوانات ويُبرد بالهواء، كما أنه أول محرك طائرة أنتجته ليكومينغ.
أُنتج نوعان من المحرك، الفئة أي والفئة بي، وهما متشابهان تقريباً. استُخدم الطراز بي 4 أي في طائرة تدريب، وكان مجهز بحلقة تجميع عادم في المقدمة حتى يُستخدم بدون حواجز هواء للأسطوانات.

## الطرازات
- أر-680 بي 4 أي: بلغت قدرته 225 حصاناً (186 كيلو وات) عند 2100 دورة/دقيقة.[1]
- أر-680 بي ايه: بلغت قدرته 240 حصاناً (180 كيلو وات).
- أر-680 أي 3 ايه: بلغت قدرته 285 حصاناً (213 كيلو وات) عند 2200 دورة/دقيقة.
- أر-68-6: بلغت قدرته 245 حصاناً (183 كيلو وات).
- أر-680-13: بلغت قدرته 300 حصاناً (220 كيلو وات) عند 2200 دورة/دقيقة.

## التطبيقات

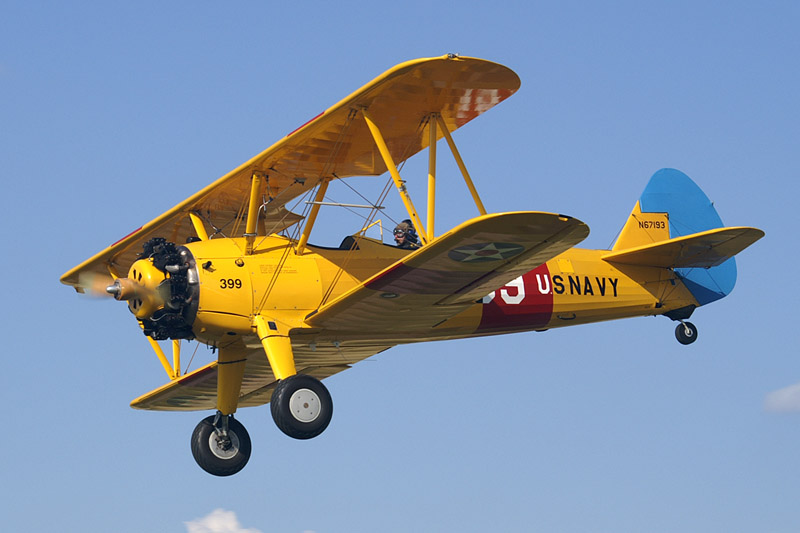
بوينج ستيرمان بي تي-13

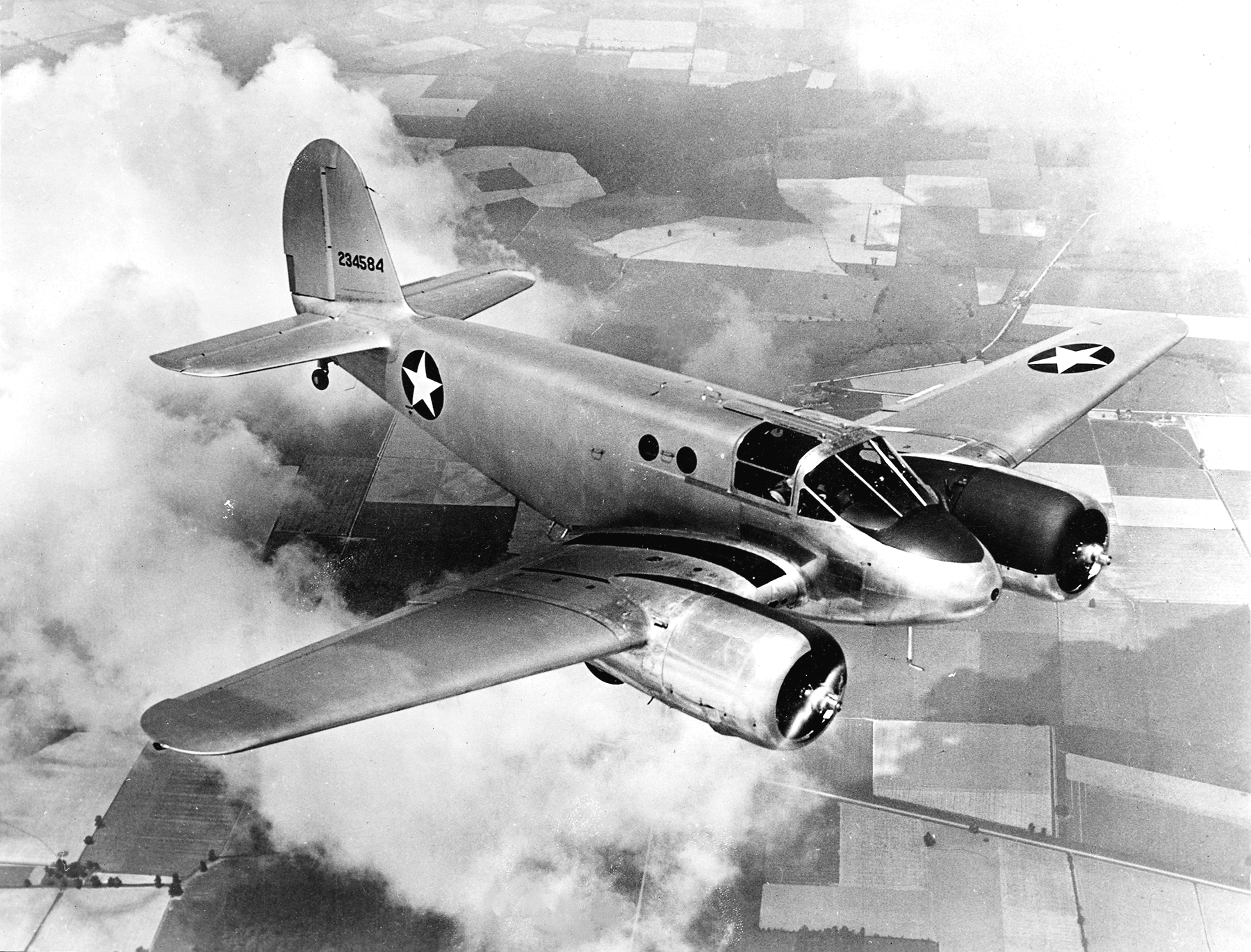
بيتش ايه تي-10 ويتشيتا
- بوينج ستيرمان بي تي-13
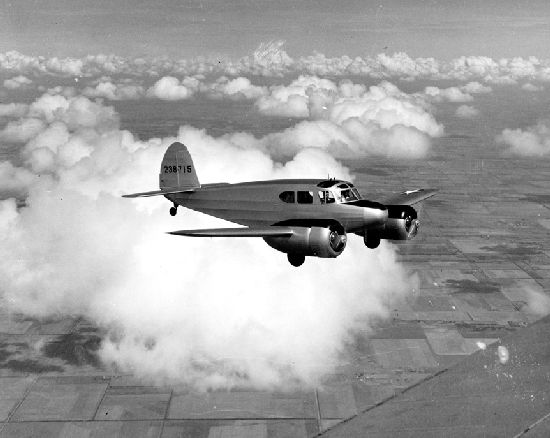
سيسنا ايه تي-8\ايه تي-17
- كيرتس رايت ايه تي-9
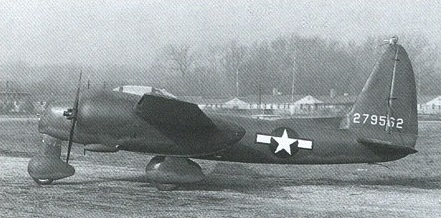
فلييتوينجس بي كيو-2  [لغات أخرى]‏
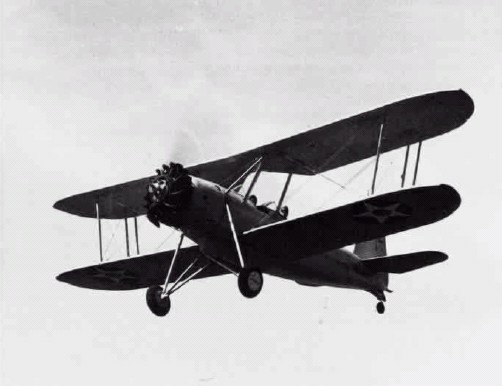
سبارتان إن بي  [لغات أخرى]‏-1
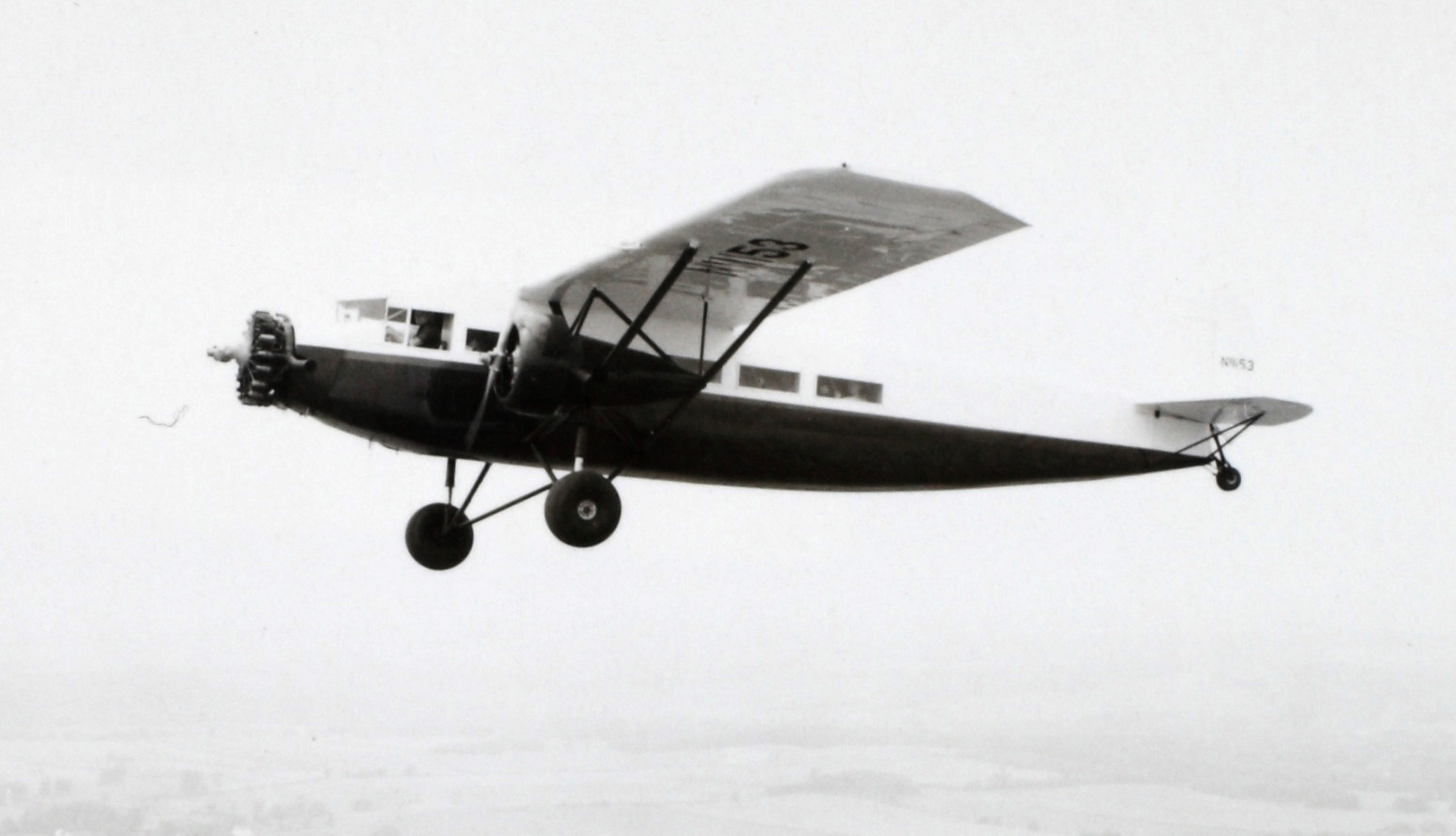
ستنسون آيرلينر اس إم 6000 بي
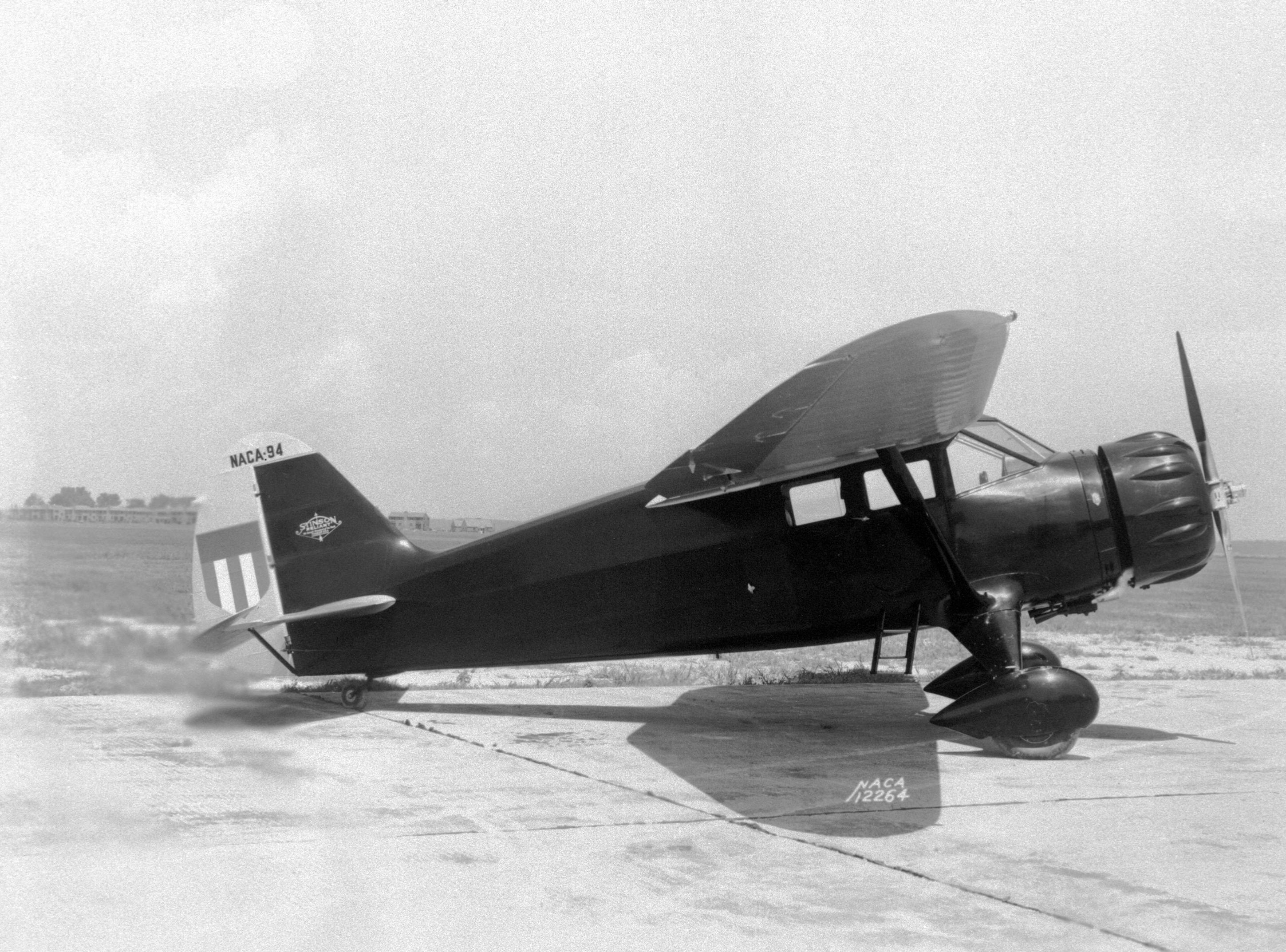
ستنسون آيرلينر  [لغات أخرى]‏
- ستنسون ريلايانت  [لغات أخرى]‏
- ستنسون إل-1 فيجيلانت
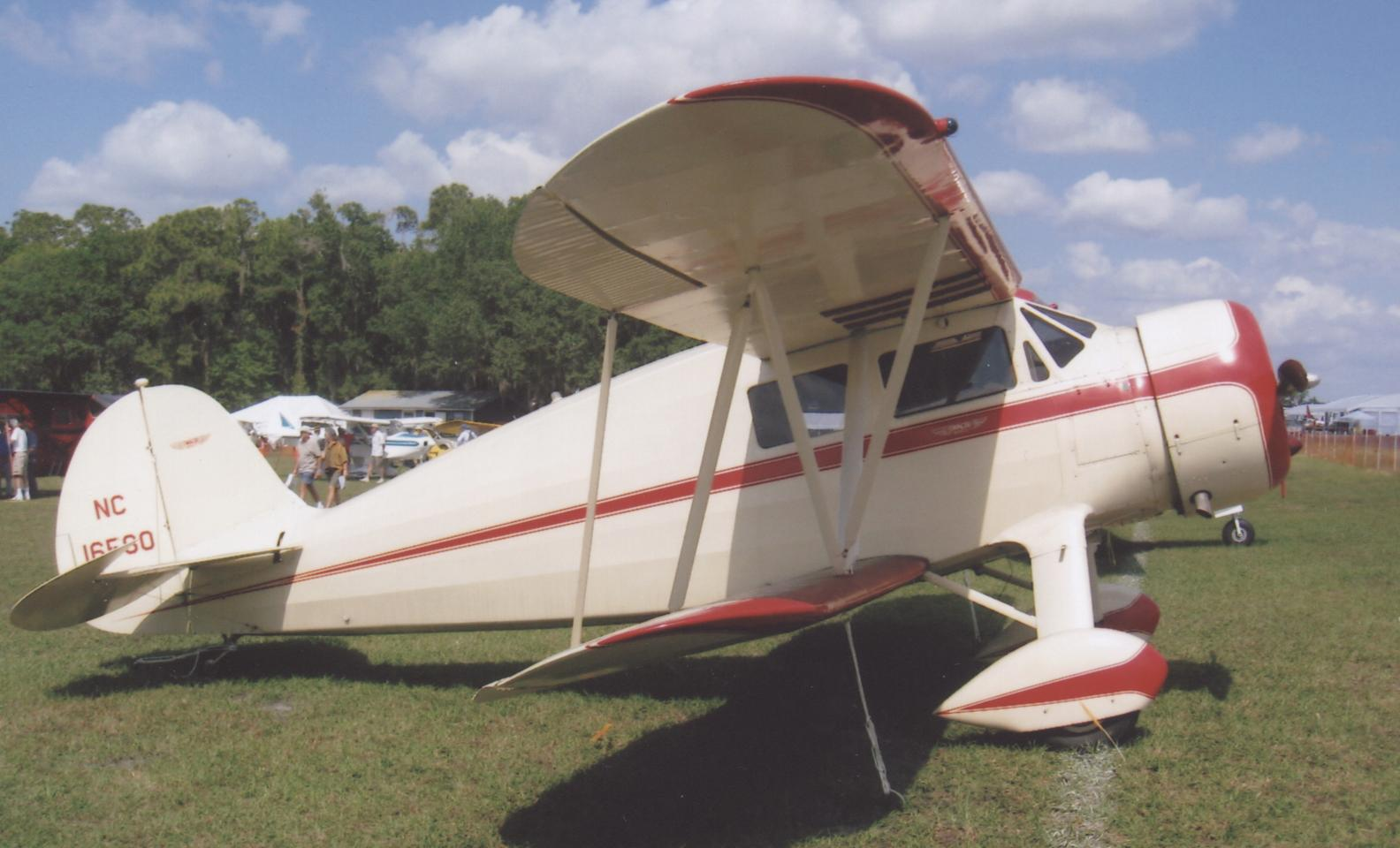
واكو الفئة اس

- بيتش ايه تي-10 ويتشيتا
- سيسناايه تي-17
- فلييتوينجس بي كيو-2
- سبارتان إن بي-1
- ستنسون آيرلينر اس إم 6000 بي
- ستنسون ريلايانت
- واكو الفئة اس

## المواصفات (أر-680-ايه 3 إي)

### مواصفات عامة
- النوع: محرك طائرة شعاعي مكون من 9 أسطوانات، ويُبرد بالهواء.
- قطر الأسطوانة: 117 مم.
- الشوط: 114 مم.
- سعة المحرك: 11.15 لتر.
- الطول: 95.31 سم.
- القطر: 110.4 سم.
- الوزن الصافي: 233.9 كجم.

### المكونات
- سلسة صمامات: صمام دخول وصمام عادم لكل أسطوانة، وموضوعين بزاوية 30 درجة.
- نظام الوقود: مكربن.
- نوع الوقود: بنزين رقم أوكتان 87.
- نظام التزييت: التزييت بالضغط.
- نظام التبريد: تبريد بالهواء.
- وحدة تخفيض سرعة المروحة الدافعة: تروس تداويرية، نسببة التخفيض تساوي 1:0.75

### الأداء
- القدرة الناتجة: 330 حصان (246 كيلو وات) عند 2300 دورة/دقيقة عند مستوى سطح البحر.
- نسبة الانضغاط: 1:7
- نسبة القدرة إلى الوزن: 0.64 حصان/باوند (1.05 كيلو وات/كجم).